# Бузово Второе
Бузово Второе (укр.  Бузове Друге) — село,
Резниковский сельский совет,
Волчанский район,
Харьковская область. Село ликвидировано в 1997 году.

## Географическое положение
Село Бузово Второе находится в начале балки Бузовая, по балке протекает пересыхающий ручей с запрудой, в 2-х км расположено село Бузово.

## История
- 1997 — село снято с учёта в связи с переселением жителей[1].